# Writ
Ein Writ (von angelsächsisch gewrit, das lateinische Äquivalent ist breve)  ist im Common Law eine geschriebene Anordnung durch eine zuständige Instanz, in der Regel ein Gericht.

## Geschichte
Der Writ als Rechtsinstitut entwickelte sich aus der zunächst nur unregelmäßigen Praxis der englischen Könige, als Reaktion auf an sie herangetragene Bitten um Streitschlichtung, Befehle an ihre Untergebenen zu erteilen. Aufgrund der stetig zunehmenden Anzahl solcher Bitten – und der Gefahr einer unzutreffenden Sachverhaltsdarstellung durch den Petenten – wurde der Prozess im Laufe der Zeit formalisiert. Bereits zur Zeit Heinrichs II. hatte sich ein Katalog mit mehr als 75 verschiedenen Writs gebildet. Längst wurden die Writs nicht mehr vom König persönlich erlassen, sondern mithilfe von Vorlagen durch dessen Chancery gegen Gebühr ausgestellt. Eine solche Vorlage sah wie folgt aus:
| Latein | Deutsch |
| --- | --- |
| De aueriis replegiandis | Die Rückgabe einer beweglichen Sache betreffend (Writ of replevin — Vindikation) |
| Rex Vicecomiti salutem. Precipimus tibi quod iuste et sine dilatione replegiari facit A. aueria sua, que B. cepit et iniuste detinet ut dicit et postea ipsum A. inde iuste deduci facias, ne inde amplius clamorem audiamus pro defectu Justicie. | Der König entbietet dem Sheriff seine Grüße. Wir befehlen, dass Sie, angemessen und ohne Verzögerung, dafür Sorge tragen, dass dem A., der vorträgt, der B habe seine Habe genommen und behalte diese zu Unrecht, diese zurückgegeben wird und dass Sie anschließend dafür sorgen, dass dem A Recht gesprochen wird in der Weise, dass wir von der Angelegenheit nicht noch einmal aufgrund eines Mangels an Gerechtigkeit hören müssen. |

Der Writ war die einzige Möglichkeit, um vor einem King’s Court gehört zu werden; für die Klageerhebung bei einem normalen örtlichen Gericht reichte jedoch auch ein informeller, nicht notwendigerweise schriftlicher Vortrag. Der Adel, der die lokalen Gerichtsverhandlungen abhielt, fürchtete bald eine Machterosion durch die Writs. Denn durch die Schaffung neuer Writs, angepasst an den jeweiligen Sachverhalt, war es (vorausgesetzt, Geld war kein Problem) relativ leicht, sich der Gerichtsbarkeit des Adels zu entziehen und stattdessen durch einen King’s Court Recht sprechen zu lassen. Die Könige mussten sich schließlich dem wachsenden Druck des Adels beugen, sodass in den Provisions of Oxford festgelegt wurde, dass neue Writs nur mit ausdrücklicher Zustimmung des baronial council geschaffen werden durften.

## Heutige Situation

### Vereinigtes Königreich
Im britischen Recht spielt der Writ heutzutage kaum noch eine Rolle. Britische Peers werden dort durch Writ of Summons zu Sitzungen des House of Lords einberufen.

### Vereinigte Staaten
Zwar wurde der Writ durch die Federal Rules of Civil Procedure im Jahre 1938 im Zivilprozess explizit abgeschafft, im amerikanischen Recht gibt es jedoch noch einige gewichtige Writs: So wird der writ of habeas corpus explizit von der amerikanischen Verfassung vorgegeben (Art. 1, § 9, cl. 2) und die meisten Prozesse vor dem Supreme Court finden in der Form einer petition for the writ of certiorari statt.